# 西平街道
西平街道，是中华人民共和国云南省曲靖市沾益区下辖的一个乡镇级行政单位。

## 行政区划
西平街道下辖以下地区：
玉龙社区、红星社区、文艺社区、文昌社区、望海社区、玉林社区、光华社区和黑桥社区。

## 交通
- 沪昆铁路：沾益站